# Trappes
Trappes és un municipi francès situat al departament d'Yvelines i a la regió de l'Illa de França. L'any 1999 tenia 28.812 habitants.
Forma part del cantó de Trappes, del districte de Versalles i de la Comunitat d'aglomeració Saint-Quentin-en-Yvelines.